# Šarišský Štiavnik
Šarišský Štiavnik este o comună slovacă, aflată în districtul Svidník din regiunea Prešov, pe malul râului Radomka⁠(d). Localitatea se află la altitudinea de 229 m deasupra n.m., se întinde pe o suprafață de 5,27 km2 și în 2017 număra 292 de locuitori.

## Istoric
Localitatea Šarišský Štiavnik este atestată documentar din 1567.

## Demografie
| An:                | 1994 | 2004    | 2014   | 2024    |
| ------------------ | ---- | ------- | ------ | ------- |
| Număr de persoane: | 264  | 294     | 292    | 248     |
| Diferență:         |      | +11,36% | −0,68% | −15,06% |

| An:                | 2023 | 2024   |
| ------------------ | ---- | ------ |
| Număr de persoane: | 249  | 248    |
| Diferență:         |      | −0,40% |